# Kilrush
Kilrush (Iers: Cill Rois) is een Iers kustplaats in zuidwest County Clare, nabij de monding van de rivier Shannon. Het telt ongeveer 3000 inwoners.
De naam "Cill Rois" betekent ongeveer "kerk in het bos" en zou verwijzen naar de oorspronkelijke St. Senankerk. Inmiddels is de oude St. Senankerk een protestantse kerk geworden en opgenomen in de bebouwing van Kilrush.
Kilrush is een streekcentrum met veel toeristische industrie (Cappa Point, dolfijnen-tochten) naast handel, industrie en scholen. De jachthaven is recent gemoderniseerd en van sluizen voorzien, zodat de sterke getijdenwerking in het Shannon-estuarium geen invloed meer heeft op de haven en de veiligheid van de stad.
Elke donderdag is er een boerenmarkt met voornamelijk biologische en organische producten.

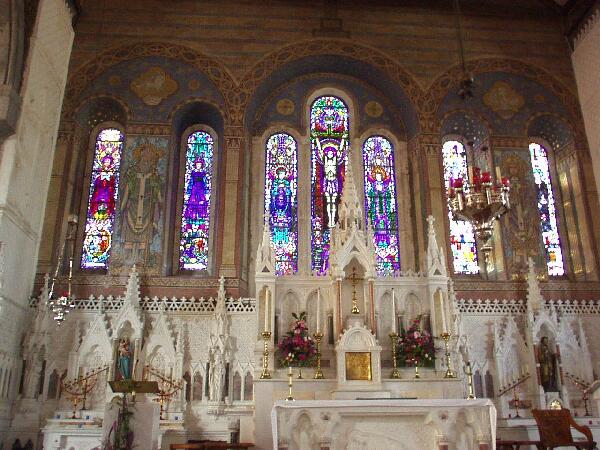
Altaar en gebrandschilderde ramen van St. Senan's Church, Kilrush

De huidige kerk van Kilrush is gebouwd in 1839/1840. De grond werd beschikbaar gesteld door de lokale landheer Crofton Moore Vandeleur en de architect was Jacob Owen. De kerk werd in december 1840 door John Kenny, de toenmalige pastoor van Kilrush, in gebruik genomen en gewijd aan St. Senan.